# Rótulo (termo)
Rotular ou usar um rótulo é descrever alguém ou algo em uma palavra ou frase curta. Por exemplo, o rótulo "criminoso" pode ser usado para descrever alguém que infringiu uma lei. A teoria do etiquetamento social é uma da Sociologia que atribui a rotulagem de pessoas ao controle e à identificação de comportamentos desviantes. Argumenta-se que a rotulagem é necessária para a comunicação. No entanto, o uso do termo geralmente tem a intenção de destacar o fato de que o rótulo é uma descrição aplicada de fora, em vez de algo intrínseco à coisa rotulada. Isso pode ser feito por vários motivos:
- Para provocar uma discussão sobre qual é a melhor descrição
- Para rejeitar um rótulo específico
- Para rejeitar a ideia de que a coisa rotulada pode ser descrita em uma frase curta.

Esse último uso pode ser visto como uma acusação de que uma descrição tão curta é excessivamente redutiva. Dar um rótulo a algo pode ser visto como algo positivo, mas o termo rótulo não é normalmente usado nesse caso. Por exemplo, dar um nome a uma identidade comum é visto como essencial na política de identidade. A rotulagem geralmente é equivalente ao pigeonholing ou ao uso de estereótipos e pode sofrer dos mesmos problemas que essas atividades.
A rotulagem de pessoas pode estar relacionada a um grupo de referência. Por exemplo, os rótulos preto e branco estão relacionados a pessoas negras e brancas; os rótulos jovem e idoso estão relacionados a pessoas jovens e idosas.
A rotulagem de obras de arte pode estar relacionada a um gênero. Por exemplo, uma música pode ser descrita como rock progressivo, indie, ragga, jungle ou drum and bass. Entretanto, há outros rótulos que podem ser aplicados a uma obra, como derivado, baixo ou alto. O uso da palavra rotulagem é menos comum no contexto de obras de arte do que de pessoas. Entretanto, muitas vezes também representa a rejeição de um rótulo. Por exemplo, um artista pode achar que o rotulador está tentando restringir o escopo do trabalho do artista ao que é coberto pelo rótulo.

## Na internet
A rotulagem na web representa os blocos de informações em ambientes de informações, onde a rotulagem talvez seja a maneira mais óbvia de mostrar os esquemas de organização de um site em vários sistemas e contextos.
Os sistemas de rotulagem são um dos principais componentes da arquitetura de informações, e uma das primeiras etapas de um projeto de arquitetura de informações é identificar, organizar e rotular partes relevantes de informações. Ao criar rótulos, o objetivo é comunicar-se de forma eficiente e sem ocupar muito espaço. Os rótulos devem ser escritos em uma linguagem que seja familiar aos usuários e de forma que eles detectem conceitos novos e reconheçam conceitos semelhantes.
Em um ambiente de informações, os rótulos são textuais ou icônicos.

## Na ciência
O físico e psicológico argentino Mario Bunge rejeitou a rotulagem como "xingamento" e "pseudoexplicação". Além disso, ele observou que ela "é evidente no debate ideológico, na pseudociência e até mesmo nos estágios iniciais da ciência (chamada de protociência)".